# Cimitirul evreiesc din Hotin
Cimitirul evreiesc din Hotin este un cimitir al comunității evreiești din orașul Hotin (actualmente în Ucraina).

## Informații despre populația evreiască din Hotin
Orașul Hotin este situat în regiunea Cernăuți a Ucrainei. În conformitate cu Enciclopedia Ucrainei, la sfârșitul secolului al XIX-lea și începutul secolului al XX-lea, orașul avea populații semnificative de etnie evreiască și rusească. Uniformizarea culturilor s-a datorat ocupațiilor diferite ale Hotinului (Basarabia la sfârșitul secolului al XIX-lea, Austria în jurul anului 1910, Armata Sovietică în iunie 1940, România în 1941 și URSS în 1944). În anul 1930, orașul avea o pondere a evreilor de 38% din populație și ponderi mai reduse de ruși, ucraineni și români. Totuși, după cel de-al doilea război mondial, ponderea populației evreiești a scăzut la 8%. Actuala populație evreiască a Hotinului este mică; comunitatea locală estimează că ar fi vreo 10 persoane, în timp ce US Commission for the Preservation of America's Heritage Abroad estimează populația evreiască la 11-100 persoane .

## Cimitirul
Organizația guvernamentală americană "Comisia pentru Prezervarea Moștenirii Americane din străinătate" ("Commission for the Preservation of America's Heritage Abroad") citată mai sus oferă un material excelent referitor la cimitirele evreiești din Ucraina. Proiectul Internațional al Cimitirelor Evreiești (The International Jewish Cemetery Project) citează această sursă pentru informațiile referitoare la cimitirul din Hotin . Acest document include următoarele informații despre Cimitirul evreiesc din Hotin: 
HOTIN:US Commission Nr. UA25060101
Ultima înmormântare hasidică a avut loc în 1990. Nici o altă localitate nu folosește acest cimitir. Suprafața cimitirului nu este marcată. Ajungând direct aici de pe un drum public, accesul este deschis tuturor. Un zid de tencuială ruinat fără vreo poartă înconjoară locul. Sunt aici între 501 și 5.000 pietre funerare, majoritatea pe locul inițial cu mai puțin de 25% dintre pietre întregi sau sparte datând din perioada de la sfârșitul secolului al XIX-lea și începutul secolului al XX-lea. Locația actuală a unor pietre funerare mutate este necunoscută. Unele pietre au urme de vopsea pe suprafața lor, desene sau urme de metal. Municipalitatea administrează cimitirul care este folosit doar de comunitatea evreiască. Terenurile apropiate sunt folosite în agricultură. Granițele cimitirului sunt neschimbate din 1939. Rareori au loc vizite ale evreilor sau non-evreilor. Cimitirul nu a fost vandalizat în ultimii zece ani. Autoritățile locale curăță periodic cimitirul de vegetație. Vegetația abundentă este o problemă constantă, contribuind la distrugerea pietrelor. Drenajul apei în cimitir este o problemă sezonieră. Amenințări serioase: vegetația. Amenințări moderate: acces necontrolat, eroziunea apei și poluarea. Amenințări ușoare: vandalismul și existența unor dezvoltări urbane în apropiere. 
La cimitir se poate ajunge ușor cu taxiul luat din stația de autobuz. Raportul sugerează că cimitirul nu conține monumente; de fapt, locația include un monument dedicat memoriei acelor evrei care au murit în timpul ocupației orașului din anul 1941.